# 柯柄八幡神社
柯柄八幡神社（えがらはちまんじんじゃ）は、岐阜県下呂市にある神社である。

## 祭神
- 応神天皇
- 菊理媛神
- 伊弉諾尊
- 伊弉冉尊
- 菅原道真

## 歴史
延喜年間（901年）に、金山村（現・下呂市金山町金山）中宮の地に氏神として八幡社が勧請されたと伝えられる。
応永18年（1411年）、反乱（飛騨の乱）を起こした飛騨国司姉小路尹綱を誅伐しようと将軍足利義持の名を受けた、源高員が金山村を通った折、美濃国・飛騨国国境の村である当村に一泊した。その際、高員が里長に「当村の氏神如何。」と尋ね、里長が「八幡宮なり。」と答えると、高員は「八幡宮は当家源氏累代の御守身なり。」と喜んだ。そして、敵退散のため氏神である鎌倉荏柄天神を勧請し、戦勝祈願された後飛騨国へ入国した。
誅伐を終え、帰宅の折に金山村に立ち寄り感謝の奉告を催し里長に御褒賞を与えた。この後、鎌倉荏柄天神の分霊を八幡社に合祀し、社殿を改築し柯柄八幡宮と改めた。明治の初めに柯柄八幡神社と改めた。

### 年表
- 延喜元年（901年） 金山村中宮の地に、八幡社が勧請される。
- 応永18年（1411年） 飛騨の乱誅伐の命を受けた、源高員が鎌倉荏柄天神を勧請し戦勝祈願をする。

## 摂末社
- 柯柄稲荷神社
- 白山神社
- 津島神社

## 祭事
- 例祭（4月15日に近い土日・花みこし）
  - 試楽祭（土曜日）
  - 本楽祭（日曜日）

## 文化財
市指定
- 柯柄八幡神社社叢
- 狛犬
- 黒獅子頭

## その他
- 句碑「居ながらに聞くや四郡のほととぎす」
  - 昭和3年高山本線飛騨金山開通の折に来遊した、山田三秋（獅子門29世宗匠）の句。境内地にある。

## ギャラリー

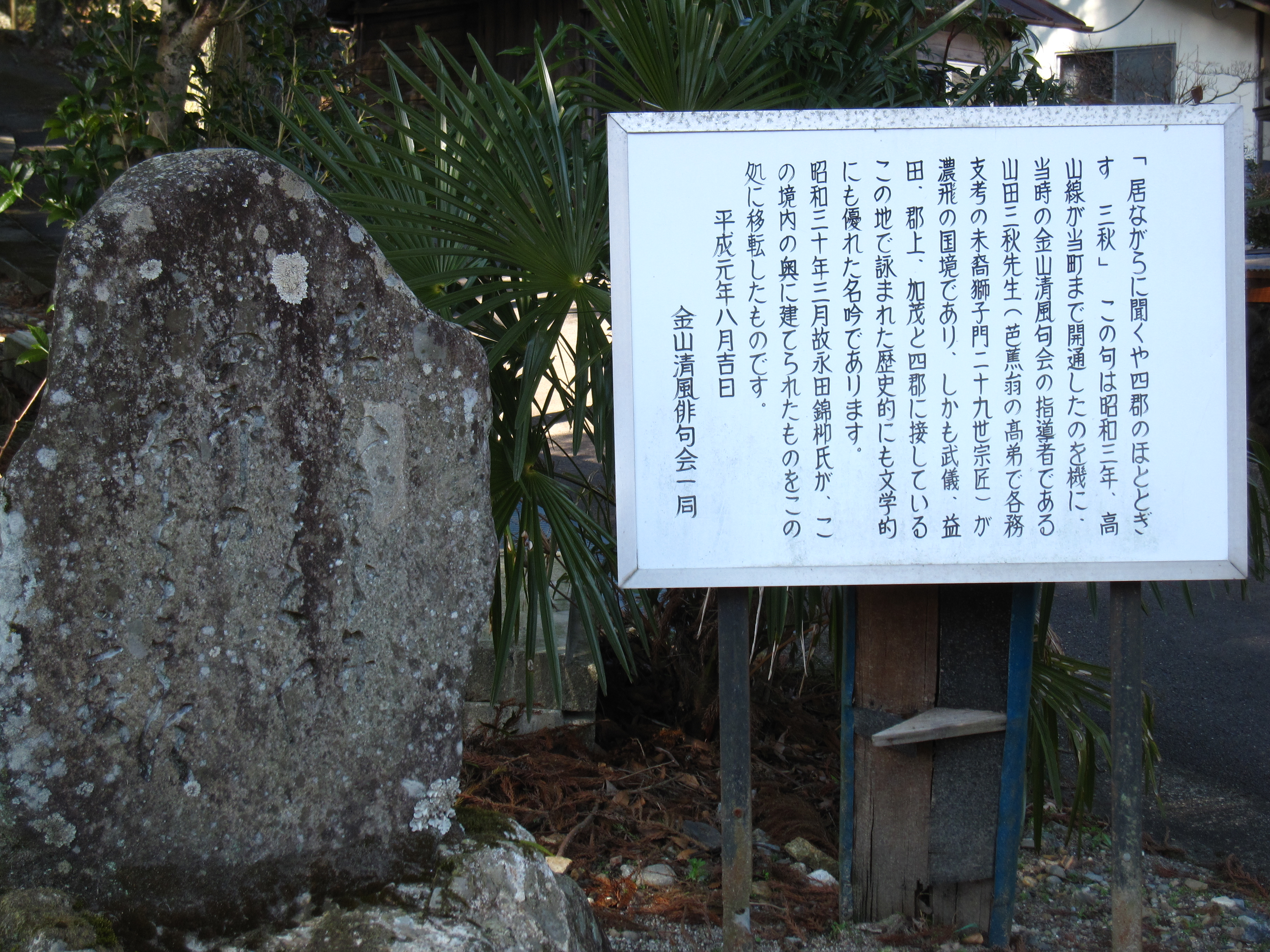
句碑と説明書き
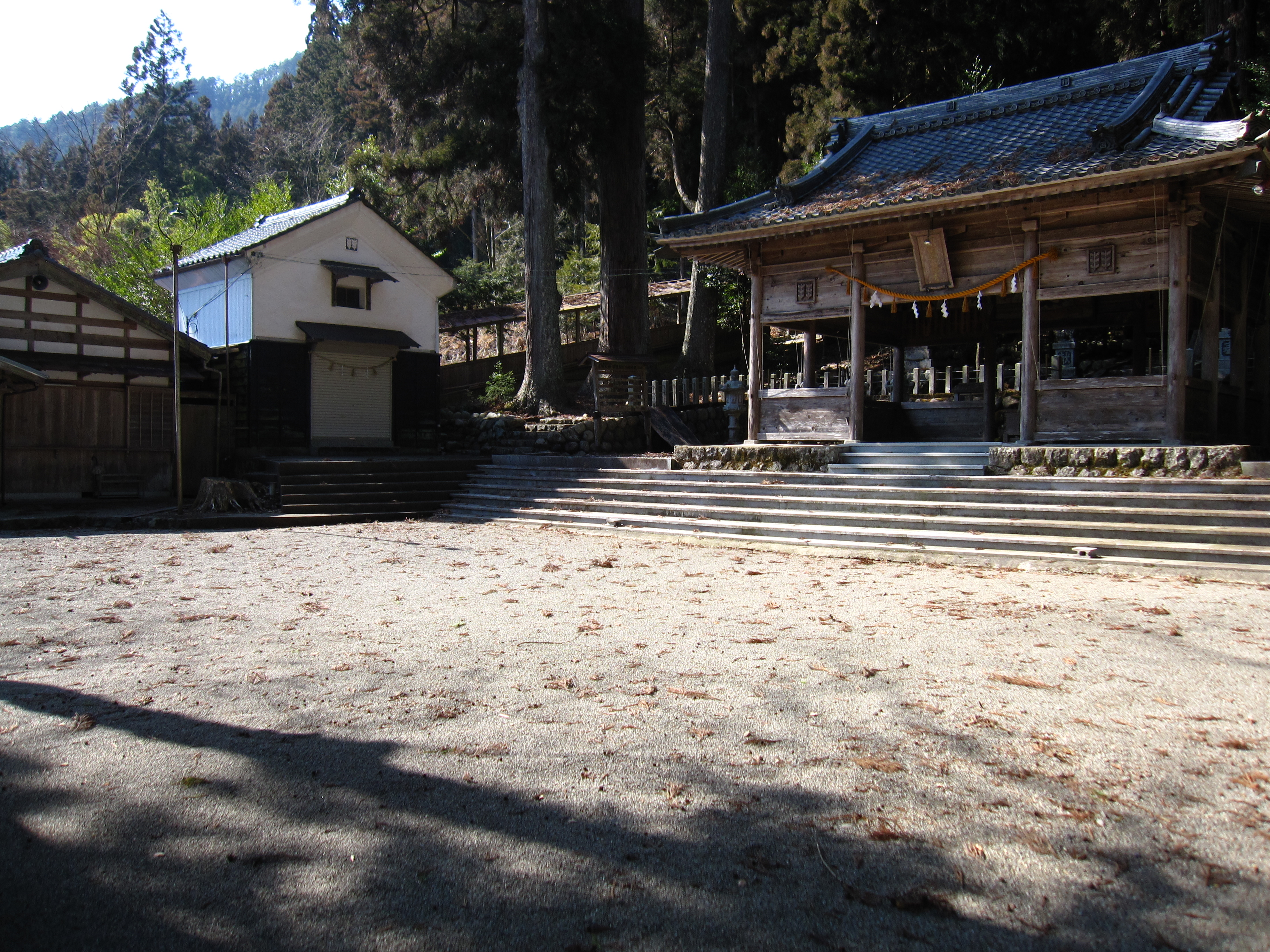
境内
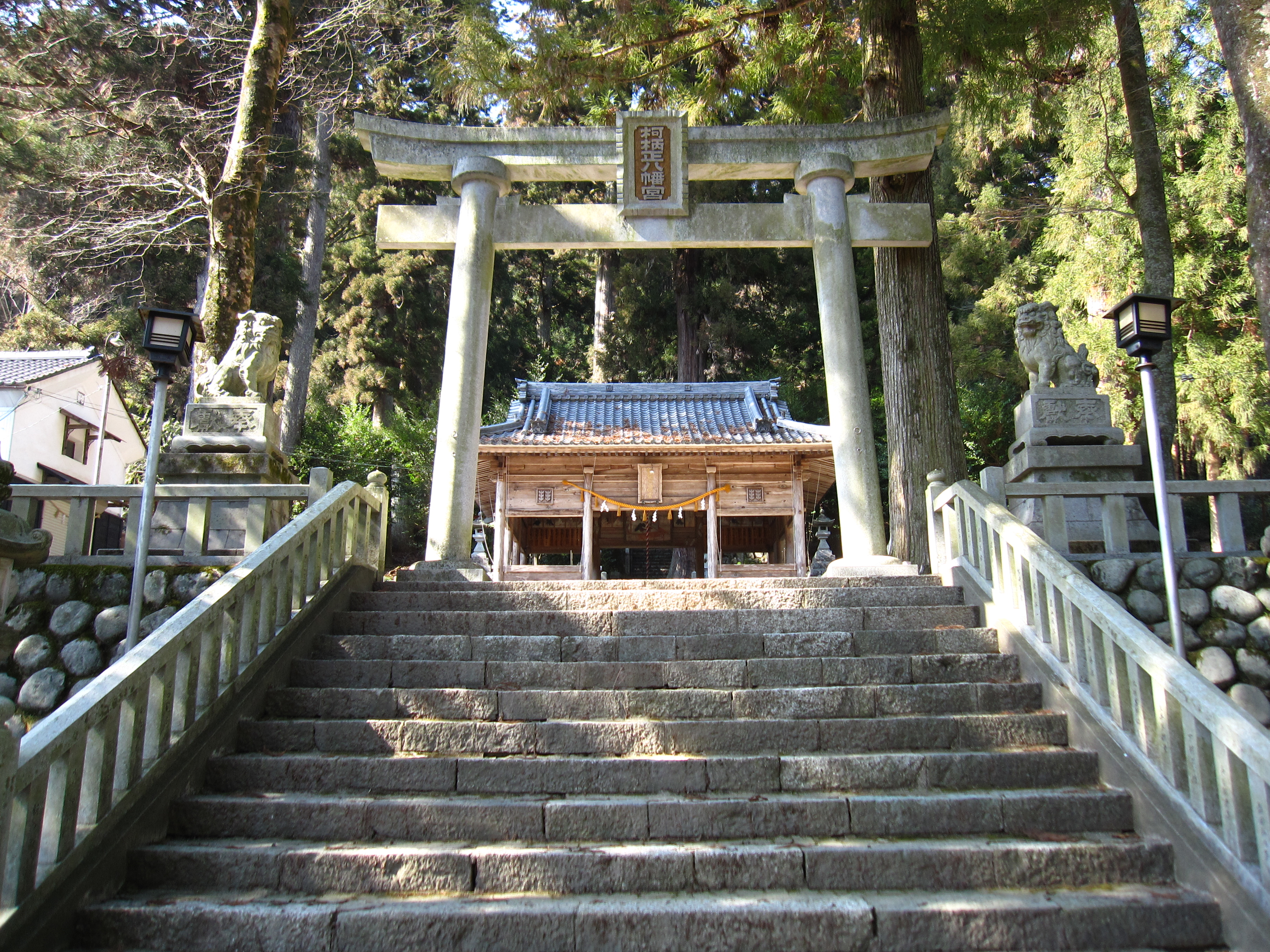
鳥居

## 現地情報
所在地
- 岐阜県下呂市金山町金山字神戸平2490番地

交通アクセス
- JR高山本線飛騨金山駅下車、徒歩15分。同駅からタクシーも利用可能。
- げろバス金山・菅田線で八幡神社前バス停下車すぐ。
- 国道41号、下呂市金山町金山地内「十王坂」交差点より市道に入り1分。